# 고도희
고도희(Go Do-hui, 1994년 3월 1일 ~ )은 대한민국의 배우이다.

## 출연작

### 영화
- 조폭 마누라 (2001년) - 어린은진 역
- 울랄라 씨스터즈 (2002년) - 어린 은자 역
- 호텔 비너스 (2004년) - 사이 역
- 태극기 휘날리며 (2004년) - 영국 역

### 드라마
- 내 손을 잡아요 (2005년) - 복자 역[3]

## 수상
- 리틀코리아 입상